# رقصة تشويونغمو
تشيويونغمو هي رقصة كورية تمثيلية تستند إلى أسطورة تشيويونغ (처용, 處容)، ابن ملك التنين في البحر الشرقي. كما أنها أقدم رقصة كورية باقية تم إنشاؤها خلال فترة سيلا الموحدة. كانت تشيويونغمو أيضًا تُعتبر رقصة شامانية حيث كان يؤدي لطرد الأرواح الشريرة في نهاية العام.
تكون حركات الراقص فيها عادةً سامية وقوية. كما يعتمد على نمط وإيقاع الموسيقى، والتي تتخللها تلاوات غنائية متنوعة. يتم أداء الرقصة دائمًا بواسطة خمسة راقصين، وزيها وأقنعتها تلفت الانتباه.
تم تسجيلها في قائمة التراث الثقافي غير المادي للإنسانية في اليونسكو منذ عام 2009 وتسجيلها كممتلكات ثقافية غير ملموسة لكوريا الجنوبية منذ عام 1971.

## روابط خارجية
- وصف عام وصور ومقطع فيديو لتشيويونغمو في وزارة الثقافة والسياحة (كوريا الجنوبية)

قالب:UNESCO Representative List of the Intangible Cultural Heritage of Humanity/APA